# 群馬県立伊勢崎興陽高等学校
群馬県立伊勢崎興陽高等学校（ぐんまけんりつ いせさきこうようこうとうがっこう）は、群馬県伊勢崎市に所在する公立の高等学校。

## 設置学科
- 総合学科
  - いのちと緑を育む系列
  - 食を科学する系列
  - 食と経済を考える系列
  - 花と緑で環境を創る系列
  - 福祉と人間を学ぶ系列
  - 生活と文化を築く系列

## 沿革
- 1920年 - 佐波郡立農業学校として開設
- 1948年 - 群馬県立佐波農業高等学校と改称。玉村分校、綿打分校を開設
- 1959年 - 玉村分校が群馬県立玉村高等学校として、綿打分校が群馬県立新田農業高等学校（現在の群馬県立新田暁高等学校）として独立
- 1993年 - 群馬県立佐波農業高等学校を群馬県立伊勢崎興陽高等学校と改称
- 2005年 - 総合学科に改編、いのちと緑を育む系列、食を科学する系列、食と経済を考える系列、花と緑で環境を創る系列、福祉と人間を学ぶ系列、生活と文化を築く系列の６系列を設置する。

## 有名な出身者
- 笠原栄一（プロ野球選手）
- 矢内一雄（矢内建設社長、伊勢崎市長）